# Ragnvalds Grab
Ragnvalds Grab (schwedisch Ragnvalds Grav auch Ragnvalds Kull, Ravarehögen oder Karleby 58:1 genannt) in Karleby socken im Falbygden in Västergötland ist das größte Ganggrab Schwedens. Es entstand zwischen 3500 und 2800 v. Chr. als Megalithanlage der Trichterbecherkultur (TBK) und ist eine jungsteinzeitliche Bauform von Megalithanlagen, die aus einer Kammer und einem baulich abgesetzten, lateralen Gang besteht. Die Form ist primär in Dänemark, Deutschland und Skandinavien, sowie vereinzelt in Frankreich und den Niederlanden zu finden.

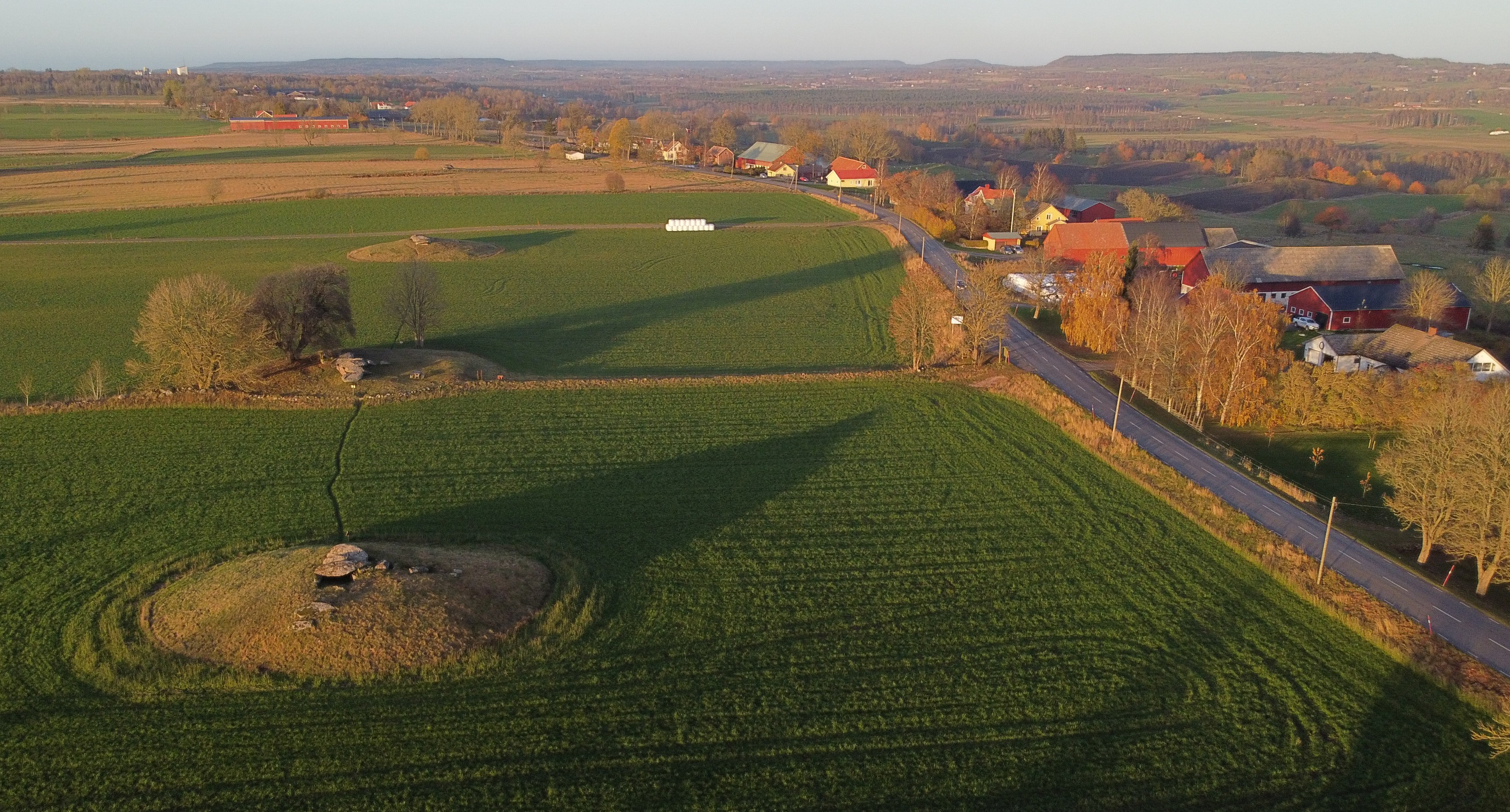
Von oben nach unten – Logårds Kulle, Ragnvalds Grab und Klövagården

Der Gang in die etwa 16,0 Meter lange und 2,5 m breite Kammer ist etwa 11,0, nach anderen Quellen über 17,0 Meter lang. Einer der seitlichen Tragsteine der Kammer ist fast sieben Meter lang. Die Kammer wurde von neun großen Decksteinen bedeckt, von denen drei erhalten sind. Der Hügel der die Megalithanlage noch teilweise bedeckt, hat etwa 33,0 Meter Durchmesser und ist zwei Meter hoch.
Das Ganggrab wurde nie ausgegraben, aber Feuersteinobjekte, wie Schaber und eine Axt wurden gefunden.
In der Nähe liegen die Anlagen Klövagården, Logårds kulle und Haragården.